# Gramat
Gramat (en francès Gramat) és un municipi francès situat al departament de l'Òlt i a la regió d'Occitània.

## Demografia
| 1962                                       | 1968  | 1975  | 1982  | 1990  | 1999  | 2006  |
| ------------------------------------------ | ----- | ----- | ----- | ----- | ----- | ----- |
| 2.295                                      | 3.161 | 3.288 | 3.643 | 3.526 | 3.545 | 3.530 |
| Des de 1962: població sense dobles comptes |       |       |       |       |       |       |

## Administració
| Període | Identitat    | Partit        |
| ------- | ------------ | ------------- |
| 1995-   | Franck Theil | Divers droite |